# Schweizer Parlamentswahlen 1896/Resultate Nationalratswahlen

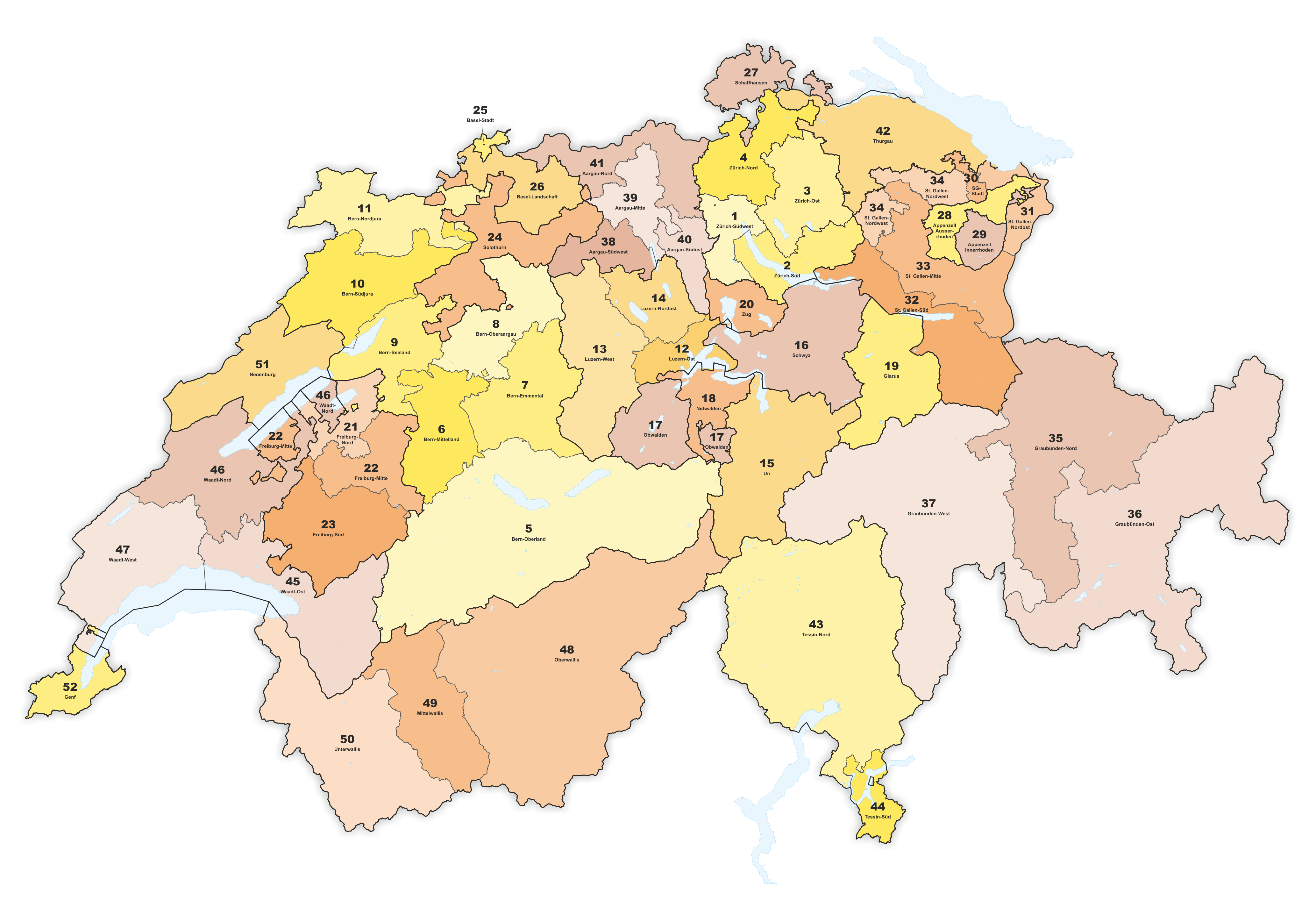
Nationalratswahlkreise von 1890 bis 1902

Die Nationalratswahlen der 17. Legislaturperiode fanden am 25. Oktober 1896 statt. Neu zu besetzen waren 147 Sitze im schweizerischen Nationalrat. Auf dieser Seite findet sich eine Übersicht über die detaillierten Resultate in den Kantonen.

## Erklärungen
Wie bei allen Wahlen vor der Einführung des heute üblichen Proporzwahlrechts im Jahr 1919 gelangte das Majorzwahlrecht zur Anwendung. Das Land war zu diesem Zweck in 52 unterschiedlich grosse Nationalratswahlkreise unterteilt, in denen ein bis sechs Sitze zu vergeben waren. Angewendet wurde die so genannte romanische Mehrheitswahl, bei der ein Kandidat die absolute Mehrheit der abgegebenen Stimmen benötigte, um gewählt zu werden. Jeder Wähler hatte so viele Stimmen, wie Sitze zu vergeben waren. In einzelnen Wahlkreisen waren bis zu drei Wahlgänge notwendig.
- Wahlkreis: Die Wahlkreise waren fortlaufend nummeriert, geordnet nach der Reihenfolge der Kantone in der schweizerischen Bundesverfassung. Aufgrund der wechselnden Anzahl Wahlkreise im Laufe der Jahre erhielten manche mehrmals eine neue Nummer. Deshalb besitzen die weiterführenden Artikel ein Lemma mit einer inoffiziellen geographischen Bezeichnung.
- Gewählte Kandidaten sind fett markiert, nicht gewählte Kandidaten sind kursiv markiert

## Parteien
Eine Zuordnung von Kandidaten zu Parteien und politischen Gruppierungen ist (mit Ausnahme der Freisinnigen und Sozialdemokraten) nur bedingt möglich, da sie nicht auf offiziellen Parteilisten kandidierten. Der politischen Wirklichkeit des späten 19. Jahrhunderts entsprechend kann man eher von Parteiströmungen oder -richtungen sprechen. Die verwendeten Parteibezeichnungen sind daher eine ideologische Einschätzung.
- FDP = Freisinnig-Demokratische Partei
- LM = Liberale Mitte (Liberale, Liberaldemokraten)
- KK = Katholisch-Konservative
- DL = Demokratische Linke (sozialpolitische Gruppe, Demokratische Partei)
- BAB = Bauern- und Arbeiterbund (zur DL-Fraktion gehörend)
- SP = Sozialdemokratische Partei
- ER = Evangelische Rechte (evangelische/reformierte Konservative)
- BVP = Bernische Volkspartei

## Ergebnisse der Nationalratswahlen

### Kanton Aargau (10 Sitze)
| Wahlkreis | Sitze | Datum            | Wahlbe- rechtigte | Anzahl Wählende | Wahlbe- teiligung | Gewählte und Nichtgewählte                                     | Partei       | Stimmen                     | Anteil                      |
| --------- | ----- | ---------------- | ----------------- | --------------- | ----------------- | -------------------------------------------------------------- | ------------ | --------------------------- | --------------------------- |
| Nr. 38    | 3     | 25. Oktober 1896 | 10 772            | 9 189           | 85,3 %            | Arnold Künzli Erwin Kurz Jakob Lüthy                           | FDP FDP      | 07 975 07 482 07 455        | 92,7 % 87,0 % 86,7 %        |
| Nr. 39    | 3     | 25. Oktober 1896 | 12 090            | 9 854           | 81,5 %            | Olivier Zschokke Hans Müri Max Alphonse Erismann               | FDP FDP      | 07 513 07 401 07 294        | 84,4 % 83,1 % 81,9 %        |
| Nr. 40    | 1     | 25. Oktober 1896 | 5 888             | 4 126           | 70,1 %            | Jakob Nietlispach                                              | KK           | 03 354                      | 88,4 %                      |
| Nr. 41    | 3     | 25. Oktober 1896 | 14 496            | 12 376          | 85,4 %            | Emil Albert Baldinger Albert Ursprung Josef Jäger Peter Conrad | LM LM FDP KK | 10 683 10 595 06 626 05 103 | 88,4 % 87,7 % 54,8 % 42,2 % |

### Kanton Appenzell Ausserrhoden (3 Sitze)
| Wahlkreis | Sitze | Datum                           | Wahlbe- rechtigte | Anzahl Wählende | Wahlbe- teiligung | Gewählte und Nichtgewählte | Partei         | Stimmen                                   | Anteil                                           |
| --------- | ----- | ------------------------------- | ----------------- | --------------- | ----------------- | --- | -------------- | ----------------------------------------- | ------------------------------------------------ |
| Nr. 28    | 3     | 25. Oktober 1896                | 12 217            | 8 103           | 66,3 %            | Johann Konrad Eisenhut Johann Conrad Sonderegger Johann Jakob Sonderegger Jakob Hertz Jakob Konrad Lutz Julius Hohl Hermann Altherr | FDP FDP SP FDP | 6 232 6 124 3 509 1 663 1 204 0 707 0 653 | 84,6 % 83,2 % 47,6 % 22,6 % 16,3 % 09,6 % 08,8 % |
| Nr. 28    | 3     | 15. November 1896 (2. Wahlgang) | 12 095            | 8 453           | 69,9 %            | Johann Jakob Sonderegger Jakob Hertz                                                                                                | FDP SP         | 4 612 2 485                               | 57,3 % 30,9 %                                    |

### Kanton Appenzell Innerrhoden (1 Sitz)
| Wahlkreis | Sitze | Datum            | Wahlbe- rechtigte | Anzahl Wählende | Wahlbe- teiligung | Gewählte und Nichtgewählte                                         | Partei | Stimmen           | Anteil               |
| --------- | ----- | ---------------- | ----------------- | --------------- | ----------------- | ------------------------------------------------------------------ | ------ | ----------------- | -------------------- |
| Nr. 29    | 1     | 25. Oktober 1896 | 3 048             | 2 434           | 79,9 %            | Karl Justin Sonderegger Adolf Steuble Johann Baptist Edmund Dähler | LM KK  | 1 645 0 395 0 204 | 70,9 % 17,0 % 08,8 % |

### Kanton Basel-Landschaft (3 Sitze)
| Wahlkreis | Sitze | Datum            | Wahlbe- rechtigte | Anzahl Wählende | Wahlbe- teiligung | Gewählte und Nichtgewählte              | Partei  | Stimmen           | Anteil               |
| --------- | ----- | ---------------- | ----------------- | --------------- | ----------------- | --------------------------------------- | ------- | ----------------- | -------------------- |
| Nr. 26    | 3     | 25. Oktober 1896 | 13 175            | 4 441           | 33,7 %            | Walter Meyer Johannes Suter Jakob Buser | BAB FDP | 4 113 4 109 4 075 | 95,9 % 95,8 % 95,0 % |

### Kanton Basel-Stadt (4 Sitze)
| Wahlkreis | Sitze | Datum            | Wahlbe- rechtigte | Anzahl Wählende | Wahlbe- teiligung | Gewählte und Nichtgewählte                                                           | Partei           | Stimmen                       | Anteil                             |
| --------- | ----- | ---------------- | ----------------- | --------------- | ----------------- | ------------------------------------------------------------------------------------ | ---------------- | ----------------------------- | ---------------------------------- |
| Nr. 25    | 4     | 25. Oktober 1896 | 15 255            | 8 581           | 56,3 %            | Ernst Brenner Hermann Kinkelin Isaak Iselin-Sarasin Eugen Wullschleger Emil Bischoff | FDP FDP LM SP LM | 6 797 6 316 5 920 4 636 3 554 | 79,2 % 73,6 % 69,0 % 54,0 % 41,4 % |

### Kanton Bern (27 Sitze)
| Wahlkreis | Sitze | Datum                          | Wahlbe- rechtigte | Anzahl Wählende | Wahlbe- teiligung | Gewählte und Nichtgewählte | Partei               | Stimmen                                                                             | Anteil                                                                              |
| --------- | ----- | ------------------------------ | ----------------- | --------------- | ----------------- | --- | -------------------- | ----------------------------------------------------------------------------------- | ----------------------------------------------------------------------------------- |
| Nr. 5     | 5     | 26. Oktober 1896               | 21 113            | 13 466          | 52,6 %            | Matthäus Zurbuchen Arnold Gottlieb Bühler Johann Jakob Rebmann Franz Neuhaus Eduard Ruchti Gottfried Feller                                                                                  | FDP FDP              | 11 575 11 096 09 325 09 039 08 234 05 179                                           | 85,9 % 82,3 % 69,2 % 67,1 % 61,1 % 38,4 %                                           |
| Nr. 6     | 5     | 25. Oktober 1896               | 24 960            | 11 772          | 47,2 %            | Johann Jenny Johann Hirter Edmund von Steiger Theodor Sourbeck Friedrich Bürgi Jean von Wattenwyl Ernst Wyss Friedrich Siebenmann Samuel Scherz Nikolaus Wassilieff Karl Zgraggen Ernst Aebi | FDP FDP ER FDP ER SP | 08 765 08 745 07 558 06 444 05 004 04 072 04 033 02 340 01 627 01 564 01 531 01 498 | 75,5 % 75,3 % 65,1 % 55,5 % 43,1 % 35,0 % 34,7 % 20,1 % 14,0 % 13,4 % 13,1 % 12,9 % |
| Nr. 6     | 5     | 1. November 1896 (2. Wahlgang) | ca. 25 000        | 9 407           | 37,6 %            | Friedrich Bürgi Jean von Wattenwyl Samuel Scherz | FDP FDP SP           | 05 467 02 919 01 021                                                                | 58,1 % 31,0 % 10,8 %                                                                |
| Nr. 7     | 4     | 25. Oktober 1896               | ca. 16 500        | 5 390           | 26,6 %            | Adolf Müller Fritz Bühlmann Gottfried Joost Gottlieb Berger | FDP FDP              | 05 171 05 122 05 104 04 740                                                         | 95,9 % 95,0 % 94,6 % 87,9 %                                                         |
| Nr. 8     | 4     | 25. Oktober 1896               | ca. 18 100        | 9 810           | 37,6 %            | Emil Moser Hans Dinkelmann Gottfried Bangerter Johann Rudolf Steinhauer Ulrich Dürrenmatt Karl Witz                                                                                          | FDP FDP BVP SP       | 05 725 05 659 05 506 05 230 03 478 01 450                                           | 58,3 % 57,6 % 56,1 % 53,3 % 35,4 % 14,7 %                                           |
| Nr. 9     | 4     | 25. Oktober 1896               | ca. 16 300        | 6 544           | 30,5 %            | Eduard Bähler Eduard Marti Johannes Zimmermann Jakob Freiburghaus Gottfried Reimann | FDP FDP SP           | 04 717 04 324 04 254 04 163 02 397                                                  | 72,0 % 66,0 % 65,0 % 63,6 % 36,6 %                                                  |
| Nr. 9     | 4     | 9. November 1896               | ca. 16 300        | 7 289           | 44,7 %            | Eduard Will Gottfried Reimann | FDP SP               | 03 980 03 276                                                                       | 54,6 % 44,9 %                                                                       |
| Nr. 10    | 3     | 25. Oktober 1896               | ca. 12 400        | 4 982           | 32,9 %            | Virgile Rossel Joseph Stockmar Albert Gobat | FDP FDP              | 04 174 04 054 04 020                                                                | 83,7 % 81,3 % 80,6 %                                                                |
| Nr. 11    | 2     | 25. Oktober 1896               | ca. 11 300        | 4 180           | 35,0 %            | Casimir Folletête Joseph-Auguste Boinay | KK KK                | 03 956 03 907                                                                       | 94,6 % 93,4 %                                                                       |

### Kanton Freiburg (6 Sitze)
| Wahlkreis | Sitze | Datum            | Wahlbe- rechtigte | Anzahl Wählende | Wahlbe- teiligung | Gewählte und Nichtgewählte                   | Partei | Stimmen     | Anteil        |
| --------- | ----- | ---------------- | ----------------- | --------------- | ----------------- | -------------------------------------------- | ------ | ----------- | ------------- |
| Nr. 21    | 2     | 25. Oktober 1896 | 8 911             | 6 283           | 70,5 %            | Henri Gaspard de Schaller Constant Dinichert | KK FDP | 4 324 3 658 | 69,4 % 58,5 % |
| Nr. 22    | 2     | 25. Oktober 1896 | 10 125            | 4 922           | 48,6 %            | Paul Aeby Louis de Wuilleret                 | KK KK  | 4 714 4 573 | 97,7 % 94,8 % |
| Nr. 23    | 2     | 25. Oktober 1896 | 10 972            | 5 253           | 47,9 %            | Louis Grand Alphonse Théraulaz               | KK KK  | 5 062 5 044 | 98,5 % 98,1 % |

### Kanton Genf (5 Sitze)
| Wahlkreis | Sitze | Datum            | Wahlbe- rechtigte | Anzahl Wählende | Wahlbe- teiligung | Gewählte und Nichtgewählte                                                                        | Partei            | Stimmen                                          | Anteil                                           |
| --------- | ----- | ---------------- | ----------------- | --------------- | ----------------- | ------------------------------------------------------------------------------------------------- | ----------------- | ------------------------------------------------ | ------------------------------------------------ |
| Nr. 52    | 5     | 25. Oktober 1896 | 21 769            | 11 770          | 54,1 %            | Adrien Lachenal Henri Fazy Gustave Ador Georges Favon Alfred Vincent Alexandre Ramu Jacques Rutty | FDP FDP LM FDP LM | 10 683 10 428 09 888 06 233 06 124 05 533 05 434 | 90,9 % 88,8 % 84,2 % 53,0 % 52,1 % 47,1 % 46,2 % |
| Nr. 52    | 5     | 28. Februar 1897 | 21 692            | 12 991          | 59,8 %            | Édouard Odier Jean Sigg                                                                           | LM SP             | 07 061 03 811                                    | 64,5 % 35,5 %                                    |

### Kanton Glarus (2 Sitze)
| Wahlkreis | Anzahl Sitze | Datum            | Wahlbe- rechtigte | Anzahl Wählende | Wahlbe- teiligung | Gewählte und Nichtgewählte                      | Partei   | Stimmen           | Anteil               |
| --------- | ------------ | ---------------- | ----------------- | --------------- | ----------------- | ----------------------------------------------- | -------- | ----------------- | -------------------- |
| Nr. 19    | 2            | 25. Oktober 1896 | 8 213             | 4 612           | 56,2 %            | Kaspar Schindler Rudolf Gallati Emanuel Walcher | DL LM DL | 3 440 2 388 1 619 | 78,0 % 54,1 % 36,7 % |

### Kanton Graubünden (5 Sitze)
| Wahlkreis | Sitze | Datum            | Wahlbe- rechtigte | Anzahl Wählende | Wahlbe- teiligung | Gewählte und Nichtgewählte                                               | Partei    | Stimmen                 | Anteil                      |
| --------- | ----- | ---------------- | ----------------- | --------------- | ----------------- | ------------------------------------------------------------------------ | --------- | ----------------------- | --------------------------- |
| Nr. 35    | 2     | 25. Oktober 1896 | 10 472            | 7 303           | 69,7 %            | Peter Theophil Bühler Matthäus Risch Eduard Walser Johann Peter Stiffler | LM DL FDP | 4 805 4 489 2 477 2 166 | 65,7 % 61,4 % 33,9 % 29,6 % |
| Nr. 36    | 2     | 25. Oktober 1896 | 8 387             | 6 816           | 81,3 %            | Caspar Decurtins Alfred von Planta Johann Anton Casparis jr.             | KK LM FDP | 3 902 3 527 3 007       | 57,2 % 51,7 % 44,1 %        |
| Nr. 37    | 1     | 25. Oktober 1896 | 4 503             | 2 343           | 52,0 %            | Thomas von Albertini                                                     | LM        | 2 222                   | 94,8 %                      |

### Kanton Luzern (7 Sitze)
| Wahlkreis | Sitze | Datum                          | Wahlbe- rechtigte | Anzahl Wählende | Wahlbe- teiligung | Gewählte und Nichtgewählte                                   | Partei        | Stimmen                 | Anteil                      |
| --------- | ----- | ------------------------------ | ----------------- | --------------- | ----------------- | ------------------------------------------------------------ | ------------- | ----------------------- | --------------------------- |
| Nr. 12    | 2     | 25. Oktober 1896               | 12 030            | 8 757           | 72,8 %            | Hermann Heller Josef Leonz Weibel Kaspar Kopp Josef Albisser | FDP FDP KK SP | 4 660 3 759 3 547 1 776 | 53,5 % 43,2 % 40,7 % 20,4 % |
| Nr. 12    | 2     | 8. November 1896 (2. Wahlgang) | 12 030            | 4 891           | 40,7 %            | Friedrich Degen Kaspar Kopp                                  | FDP KK        | 4 396 0 282             | 91,5 % 05,8 %               |
| Nr. 13    | 3     | 25. Oktober 1896               | 12 952            | 4 633           | 35,8 %            | Josef Erni Candid Hochstrasser Theodor Schmid                | KK KK         | 4 463 4 446 4 433       | 97,6 % 97,2 % 96,9 %        |
| Nr. 14    | 2     | 25. Oktober 1896               | 9 273             | 3 356           | 36,2 %            | Dominik Fellmann Josef Anton Schobinger                      | KK KK         | 3 234 3 230             | 98,4 % 98,3 %               |

### Kanton Neuenburg (5 Sitze)
| Wahlkreis | Sitze | Datum                          | Wahlbe- rechtigte | Anzahl Wählende | Wahlbe- teiligung | Gewählte und Nichtgewählte                                                                              | Partei        | Stimmen                             | Anteil                                    |
| --------- | ----- | ------------------------------ | ----------------- | --------------- | ----------------- | --- | ------------- | ----------------------------------- | ----------------------------------------- |
| Nr. 51    | 5     | 25. Oktober 1896               | 27 669            | 14 227          | 51,4 %            | Robert Comtesse Louis-Alexandre Martin Charles-Émile Tissot Alfred Jeanhenry Jules Calame Adamin Sandoz | FDP FDP LM SP | 7 782 7 740 7 707 7 557 5 726 2 124 | 54,8 % 54,5 % 54,3 % 53,2 % 40,3 % 14,9 % |
| Nr. 51    | 5     | 8. November 1896 (2. Wahlgang) | 27 440            | 9 585           | 34,9 %            | Jules Calame Adamin Sandoz                                                                              | LM SP         | 6 396 2 975                         | 67,7 % 31,5 %                             |

### Kanton Nidwalden (1 Sitz)
| Wahlkreis | Sitze | Datum             | Wahlbe- rechtigte | Anzahl Wählende | Wahlbe- teiligung | Gewählte und Nichtgewählte          | Partei | Stimmen     | Anteil        |
| --------- | ----- | ----------------- | ----------------- | --------------- | ----------------- | ----------------------------------- | ------ | ----------- | ------------- |
| Nr. 18    | 1     | 25. Oktober 1896  | 2 970             | 2 683           | 90,3 %            | Karl Niederberger Valentin Blättler | KK FDP | 1 313 1 312 | 49,9 % 49,8 % |
| Nr. 18    | 1     | 15. November 1896 | 3 065             | 2 909           | 94,9 %            | Karl Niederberger Valentin Blättler | KK FDP | 1 457 1 443 | 50,0 % 49,6 % |

### Kanton Obwalden (1 Sitz)
| Wahlkreis | Anzahl Sitze | Datum            | Wahlbe- rechtigte | Anzahl Wählende | Wahlbe- teiligung | Gewählte und Nichtgewählte | Partei | Stimmen | Anteil |
| --------- | ------------ | ---------------- | ----------------- | --------------- | ----------------- | -------------------------- | ------ | ------- | ------ |
| Nr. 17    | 1            | 25. Oktober 1896 | 3 796             | 814             | 21,4 %            | Peter Anton Ming           | KK     | 703     | 92,6 % |

### Kanton Schaffhausen (2 Sitze)
| Wahlkreis | Sitze | Datum            | Wahlbe- rechtigte | Anzahl Wählende | Wahlbe- teiligung | Gewählte und Nichtgewählte     | Partei  | Stimmen     | Anteil        |
| --------- | ----- | ---------------- | ----------------- | --------------- | ----------------- | ------------------------------ | ------- | ----------- | ------------- |
| Nr. 27    | 2     | 25. Oktober 1896 | 8 193             | 7 317           | 89,3 %            | Wilhelm Joos Robert Grieshaber | FDP FDP | 5 750 4 931 | 89,7 % 76,9 % |

### Kanton Schwyz (3 Sitze)
| Wahlkreis | Sitze | Datum            | Wahlbe- rechtigte | Anzahl Wählende | Wahlbe- teiligung | Gewählte und Nichtgewählte                                         | Partei | Stimmen           | Anteil               |
| --------- | ----- | ---------------- | ----------------- | --------------- | ----------------- | ------------------------------------------------------------------ | ------ | ----------------- | -------------------- |
| Nr. 16    | 3     | 25. Oktober 1896 | 12 941            | 3 363           | 26,0 %            | Josef Anton Ferdinand Büeler Vital Schwander sr. Nikolaus Benziger | KK KK  | 3 214 3 211 3 052 | 95,9 % 95,9 % 91,1 % |

### Kanton Solothurn (4 Sitze)
| Wahlkreis | Sitze | Datum            | Wahlbe- rechtigte | Anzahl Wählende | Wahlbe- teiligung | Gewählte und Nichtgewählte                                                                                              | Partei        | Stimmen                                         | Anteil                                                  |
| --------- | ----- | ---------------- | ----------------- | --------------- | ----------------- | --- | ------------- | ----------------------------------------------- | ------------------------------------------------------- |
| Nr. 24    | 4     | 25. Oktober 1896 | 21 822            | 8 601           | 39,4 %            | Josef Gisi Wilhelm Vigier Albert Brosi Josef Anton Glutz Wilhelm Fürholz Eduard Kessler Hermann Guldimann Arnold Stuber | FDP FDP KK SP | 7 376 7 220 7 081 6 917 1 082 0 942 0 900 0 895 | 85,9 % 84,1 % 82,5 % 80,5 % 12,6 % 10,9 % 10,4 % 10,4 % |

### Kanton St. Gallen (11 Sitze)
| Wahlkreis | Sitze | Datum            | Wahlbe- rechtigte | Anzahl Wählende | Wahlbe- teiligung | Gewählte und Nichtgewählte                                              | Partei     | Stimmen                 | Anteil                      |
| --------- | ----- | ---------------- | ----------------- | --------------- | ----------------- | ----------------------------------------------------------------------- | ---------- | ----------------------- | --------------------------- |
| Nr. 30    | 2     | 25. Oktober 1896 | 7 868             | 6 470           | 82,2 %            | J. A. Scherrer-Füllemann Karl Emil Wild                                 | DL FDP     | 4 804 4 749             | 90,2 % 89,1 %               |
| Nr. 31    | 2     | 25. Oktober 1896 | 10 677            | 7 720           | 72,3 %            | Johann Gebhard Lutz Christoph Tobler Reinhard Custer                    | KK LM FDP  | 5 908 5 091 1 128       | 89,6 % 77,2 % 17,1 %        |
| Nr. 32    | 2     | 25. Oktober 1896 | 9 704             | 6 841           | 70,5 %            | Wilhelm Good Johann Baptist Schubiger Emil Schubiger                    | KK KK FDP  | 5 044 4 421 0 568       | 87,7 % 76,8 % 09,8 %        |
| Nr. 33    | 3     | 25. Oktober 1896 | 14 483            | 11 074          | 76,5 %            | Johann Georg Berlinger Carl Theodor Curti Carl Hilty Gallus Schwendener | FDP DL FDP | 9 046 8 012 6 714 0 913 | 90,6 % 80,3 % 67,3 % 09,1 % |
| Nr. 34    | 2     | 25. Oktober 1896 | 8 177             | 7 270           | 79,2 %            | Johann Joseph Keel Othmar Staub                                         | KK KK      | 6 113 6 083             | 94,1 % 93,6 %               |

### Kanton Tessin (6 Sitze)
| Wahlkreis | Sitze | Datum            | Wahlbe- rechtigte | Anzahl Wählende | Wahlbe- teiligung | Gewählte und Nichtgewählte | Partei     | Stimmen                                         | Anteil                                                  |
| --------- | ----- | ---------------- | ----------------- | --------------- | ----------------- | --- | ---------- | ----------------------------------------------- | ------------------------------------------------------- |
| Nr. 43    | 2     | 25. Oktober 1896 | 10 999            | 5 816           | 52,9 %            | Achille Borella Romeo Manzoni Carlo Croci Carlo Castelli                                                                      | FDP FDP KK | 3 786 3 708 1 948 1 924                         | 65,6 % 64,2 % 33,7 % 33,3 %                             |
| Nr. 44    | 4     | 25. Oktober 1896 | 27 775            | 14 118          | 50,8 %            | Filippo Rusconi Alfredo Pioda Cesare Bolla Demetrio Camuzzi Tomaso Pagnamenta Giuseppe Motta Giovanni Lurati Giuseppe Cattori | FDP FDP KK | 7 693 7 662 7 646 7 577 6 195 6 188 6 174 6 146 | 55,3 % 55,0 % 54,9 % 54,4 % 44,5 % 44,4 % 44,3 % 44,1 % |

### Kanton Thurgau (5 Sitze)
| Wahlkreis | Sitze | Datum            | Wahlbe- rechtigte | Anzahl Wählende | Wahlbe- teiligung | Gewählte und Nichtgewählte                                                                            | Partei          | Stimmen                                   | Anteil                                    |
| --------- | ----- | ---------------- | ----------------- | --------------- | ----------------- | --- | --------------- | ----------------------------------------- | ----------------------------------------- |
| Nr. 42    | 5     | 25. Oktober 1896 | 24 134            | 16 591          | 68,8 %            | Friedrich Heinrich Häberlin Karl Alfred Fehr Josef Anton Koch Adolf Germann Gustav Merkle Viktor Fehr | LM LM FDP LM ER | 16 056 15 888 15 690 15 553 12 003 03 468 | 99,7 % 98,6 % 97,4 % 96,6 % 74,5 % 21,5 % |

### Kanton Uri (1 Sitz)
| Wahlkreis | Sitze | Datum            | Wahlbe- rechtigte | Anzahl Wählende | Wahlbe- teiligung | Gewählte und Nichtgewählte | Partei | Stimmen | Anteil |
| --------- | ----- | ---------------- | ----------------- | --------------- | ----------------- | -------------------------- | ------ | ------- | ------ |
| Nr. 15    | 1     | 25. Oktober 1896 | 4 439             | 2 242           | 50,5 %            | Franz Schmid               | KK     | 1 960   | 92,5 % |

### Kanton Waadt (12 Sitze)
| Wahlkreis | Sitze | Datum            | Wahlbe- rechtigte | Anzahl Wählende | Wahlbe- teiligung | Gewählte und Nichtgewählte                                                                        | Partei           | Stimmen                             | Anteil                                    |
| --------- | ----- | ---------------- | ----------------- | --------------- | ----------------- | ------------------------------------------------------------------------------------------------- | ---------------- | ----------------------------------- | ----------------------------------------- |
| Nr. 45    | 5     | 25. Oktober 1896 | 27 157            | 10 716          | 39,5 %            | Charles-Eugène Fonjallaz Charles Boiceau Louis Chausson Émile Gaudard Paul Cérésole Aloys Fauquez | FDP LM FDP LM SP | 9 366 7 440 7 393 7 279 6 778 3 590 | 88,8 % 70,5 % 70,1 % 69,0 % 64,2 % 34,0 % |
| Nr. 46    | 4     | 25. Oktober 1896 | 21 502            | 7 853           | 36,5 %            | Émile Paillard Jean Cavat Louis Déglon Adolphe Jordan                                             | FDP FDP          | 7 462 7 462 7 412 7 208             | 95,4 % 95,4 % 94,8 % 92,2 %               |
| Nr. 47    | 3     | 25. Oktober 1896 | 15 465            | 5 516           | 35,7 %            | Louis-Charles Delarageaz Juste Lagier Adrien Thélin                                               | LM FDP           | 5 382 5 351 5 234                   | 97,8 % 97,3 % 95,1 %                      |

### Kanton Wallis (5 Sitze)
| Wahlkreis | Sitze | Datum            | Wahlbe- rechtigte | Anzahl Wählende | Wahlbe- teiligung | Gewählte und Nichtgewählte   | Partei | Stimmen     | Anteil        |
| --------- | ----- | ---------------- | ----------------- | --------------- | ----------------- | ---------------------------- | ------ | ----------- | ------------- |
| Nr. 48    | 2     | 25. Oktober 1896 | 11 429            | 5 878           | 51,4 %            | Alfred Perrig Gustav Loretan | KK KK  | 5 452 5 426 | 92,7 % 92,3 % |
| Nr. 49    | 1     | 25. Oktober 1896 | 5 776             | 2 712           | 48,6 %            | Joseph Kuntschen sr.         | KK     | 2 689       | 99,2 %        |
| Nr. 50    | 2     | 25. Oktober 1896 | 11 197            | 4 062           | 36,3 %            | Henri Bioley Émile Gaillard  | KK FDP | 3 702 3 685 | 91,2 % 90,8 % |

### Kanton Zug (1 Sitz)
| Wahlkreis | Sitze | Datum            | Wahlbe- rechtigte | Anzahl Wählende | Wahlbe- teiligung | Gewählte und Nichtgewählte | Partei | Stimmen     | Anteil        |
| --------- | ----- | ---------------- | ----------------- | --------------- | ----------------- | -------------------------- | ------ | ----------- | ------------- |
| Nr. 20    | 1     | 25. Oktober 1896 | 6 251             | 3 445           | 55,1 %            | Klemens Iten Franz Hediger | FDP KK | 1 906 1 539 | 55,3 % 44,6 % |

### Kanton Zürich (17 Sitze)
| Wahlkreis | Sitze | Datum                           | Wahlbe- rechtigte | Anzahl Wählende | Wahlbe- teiligung | Gewählte und Nichtgewählte | Partei                        | Stimmen                                                                                           | Anteil                                                                                            |
| --------- | ----- | ------------------------------- | ----------------- | --------------- | ----------------- | --- | ----------------------------- | ------------------------------------------------------------------------------------------------- | ------------------------------------------------------------------------------------------------- |
| Nr. 1     | 6     | 25. Oktober 1896                | 36 429            | 22 211          | 61,0 %            | Hans Konrad Pestalozzi Jakob Vogelsanger Conrad Cramer-Frey Jakob Amsler Ulrich Meister jr. Johann Jakob Schäppi Herman Greulich Ulrich Wille Otto Lang Robert Seidel Hans Mettier Jakob Würgler Moritz Fähndrich Ernst Feigenwinter | LM DL LM DL LM DL SP LM SP KK | 14 333 14 270 14 014 13 105 12 564 07 473 06 947 06 586 05 882 04 662 04 548 04 000 03 782 00 983 | 73,2 % 72,9 % 71,6 % 66,9 % 64,2 % 38,2 % 35,5 % 33,6 % 30,0 % 23,8 % 23,2 % 20,4 % 19,3 % 05,0 % |
| Nr. 1     | 6     | 15. November 1896 (2. Wahlgang) | 36 600            | 21 752          | 59,4 %            | Herman Greulich Johann Jakob Schäppi Ulrich Wille | SP DL LM                      | 08 751 06 646 06 268                                                                              | 40,2 % 30,5 % 28,8 %                                                                              |
| Nr. 1     | 6     | 6. Dezember 1896 (3. Wahlgang)  | 36 759            | 23 625          | 64,3 %            | Johann Jakob Schäppi Herman Greulich Ulrich Wille | DL SP LM                      | 11 493 10 969 00 326                                                                              | 52,8 % 50,4 % 01,4 %                                                                              |
| Nr. 2     | 4     | 25. Oktober 1896                | 21 574            | 10 344          | 48,0 %            | Johann Jakob Abegg Heinrich Hess Heinrich Berchtold Hans Wunderly-von Muralt Otto Lang | LM DL LM SP                   | 09 203 09 158 09 080 07 044 02 791                                                                | 88,9 % 88,5 % 87,7 % 68,0 % 26,9 %                                                                |
| Nr. 3     | 4     | 25. Oktober 1896                | 22 113            | 10 997          | 49,7 %            | Rudolf Geilinger Albert Kündig Emil Stadler sr. Ludwig Forrer Johann Bertschinger | DL DL LM DL SP                | 09 353 08 951 08 913 08 577 02 589                                                                | 85,0 % 81,3 % 81,0 % 77,9 % 23,5 %                                                                |
| Nr. 4     | 3     | 25. Oktober 1896                | 12 606            | 5 515           | 43,8 %            | Heinrich Steinemann Heinrich Kern Johannes Moser | LM LM DL                      | 05 111 05 060 04 923                                                                              | 92,6 % 91,7 % 89,2 %                                                                              |

## Ersatzwahlen bis 1899
Aufgrund von Vakanzen während der darauf folgenden 17. Legislaturperiode fanden in zehn Wahlkreisen zwölf Ersatzwahlen statt.
| Wahlkreis / Kanton | Ersatz für                  | Datum                            | Wahlbe- rechtigte | Anzahl Wählende | Wahlbe- teiligung | Gewählte und Nichtgewählte                          | Partei    | Stimmen              | Anteil               |
| ------------------ | --------------------------- | -------------------------------- | ----------------- | --------------- | ----------------- | --------------------------------------------------- | --------- | -------------------- | -------------------- |
| Nr. 10 (BE)        | Joseph Stockmar             | 28. Februar 1897                 | ca. 12 400        | 6 711           | 54,1 %            | Louis Péteut Albert Locher                          | LM FDP    | 04 140 02 115        | 61,7 % 31,5 %        |
| Nr. 19 (GL)        | Kaspar Schindler            | 19. Februar 1899                 | 08 261            | 04 570          | 55,3 %            | Eduard Blumer                                       | DL        | 04 403               | 96,6 %               |
| Nr. 22 (FR)        | Louis de Wuilleret          | 1. Mai 1898                      | 10 127            | 3 349           | 33,1 %            | Aloys Bossy                                         | KK        | 03 203               | 95,6 %               |
| Nr. 22 (FR)        | Paul Aeby                   | 23. Oktober 1898                 | 8 936             | 3 067           | 34,3 %            | Vincent Gottofrey                                   | KK        | 03 398               | 97,3 %               |
| Nr. 24 (SO)        | Josef Anton Glutz           | 16. Juli 1899                    | 22 619            | 5 228           | 23,1 %            | Franz Josef Hänggi                                  | KK        | 04 946               | 94,6 %               |
| Nr. 25 (BS)        | Ernst Brenner               | 30. Mai 1897                     | 15 545            | 6 929           | 44,6 %            | Carl Koechlin Richard Zutt                          | LM FDP    | 03 606 03 270        | 52,0 % 47,2 %        |
| Nr. 32 (SG)        | Wilhelm Good                | 22. Februar 1898                 | 8 932             | 7 766           | 86,9 %            | Ferdinand Hidber Karl Meli L. Mannhardt             | KK FDP KK | 03 603 02 508 01 487 | 46,4 % 32,3 % 19,1 % |
| Nr. 32 (SG)        | Wilhelm Good                | 13. März 1898 (2. Wahlgang)      | 9 907             | 7 712           | 77,8 %            | Ferdinand Hidber Karl Meli L. Mannhardt             | KK FDP KK | 03 667 02 583 01 372 | 47,5 % 33,5 % 17,8 % |
| Nr. 32 (SG)        | Wilhelm Good                | 13. März 1898 (3. Wahlgang)      | 8 681             | 7 283           | 82,2 %            | Ferdinand Hidber Karl Meli                          | KK FDP    | 03 860 03 148        | 53,0 % 43,2 %        |
| Nr. 39 (AG)        | Olivier Zschokke            | 28. November 1897                | 12 227            | 8 796           | 71,9 %            | Conradin Zschokke                                   | FDP       | 06 804               | 77,4 %               |
| Nr. 42 (TG)        | Friedrich Heinrich Häberlin | 21. November 1897                | 24 303            | 17 600          | 72,4 %            | Johann Konrad Egloff jun.                           | FDP       | 16 219               | 92,2 %               |
| Nr. 42 (TG)        | Josef Anton Koch            | 28. August 1898                  | 24 827            | 19 261          | 77,6 %            | Emil Hofmann Johann Philipp Heitz Alfons von Streng | DL FDP KK | 06 442 06 091 03 644 | 33,4 % 31,6 % 18,9 % |
| Nr. 42 (TG)        | Josef Anton Koch            | 11. September 1898 (2. Wahlgang) | 24 755            | 19 998          | 80,8 %            | Emil Hofmann Johann Philipp Heitz                   | DL FDP    | 11 952 07 390        | 59,8 % 37,0 %        |
| Nr. 44 (TI)        | Demetrio Camuzzi            | 27. August 1899                  | 27 484            | 4 269           | 15,5 %            | Giovanni Lurati                                     | KK        | 03 976               | 93,1 %               |
| Nr. 50 (VS)        | Émile Gaillard              | 22. November 1896                | 11 283            | 4 872           | 43,2 %            | Camille Défayes Cyrille Joris                       | FDP KK    | 03 317 01 106        | 68,1 % 22,7 %        |

## Quelle
- Erich Gruner: Die Wahlen in den Schweizerischen Nationalrat 1848–1919. Band 3. Francke Verlag, Bern 1978, ISBN 3-7720-1445-3, S. 237–248.